# Maria Josepha của Ba Lan
Maria Josepha của Ba Lan hay Maria Josepha của Sachsen (Tiếng Anh: Maria Josepha Karolina Eleonore Franziska Xaveria; 4 tháng 11 năm 1731 – 13 tháng 3 năm 1767) là Trữ phi nước Pháp thông qua cuộc hôn nhân với Louis Ferdinand của Pháp, con trai và người thừa kế của Louis XV của Pháp. Marie Josepha là mẹ của ba vị Quốc vương Pháp là Louis XVI, Louis XVIII và Charles X và là mẹ của Madame Élisabeth.

## Tiểu sử

### Tuổi thơ

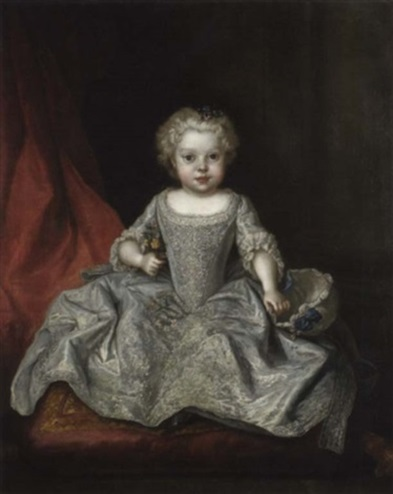
Maria Josepha khi còn nhỏ.

Maria Josepha chào đời ngày 4 tháng 11 năm 1731 tại Cung điện Vương thất Dresden, là người con thứ chín trong mười sáu người con của Quốc vương August III của Ba Lan (cũng là Tuyển hầu xứ Sachsen) và Maria Josepha Benedikta của Áo, con gái của Joseph I của Thánh chế La Mã. Vương nữ được đặt tên theo mẹ.
Maria Josepha cũng là em gái của Maria Amalia của Ba Lan, người mà Vương nữ ít thân thiết vì Maria Amalia đã kết hôn với vị Carlo VII của Napoli (sau này là Quốc vương Tây Ban Nha vào năm 1759) từ năm 1738. Người em trai nhỏ nhất của Maria Josepha, Clemens Wenzeslaus của Ba Lan, là Tổng giám mục kiêm Đại cử tri Trèves. Clemens Wenzeslaus cũng là người đã chào đón Bá tước xứ Artois, các nhà quý tộc Pháp lưu vong và những người tị nạn Pháp chống lại cuộc Cách mạng Pháp.

### Trữ phi của Pháp

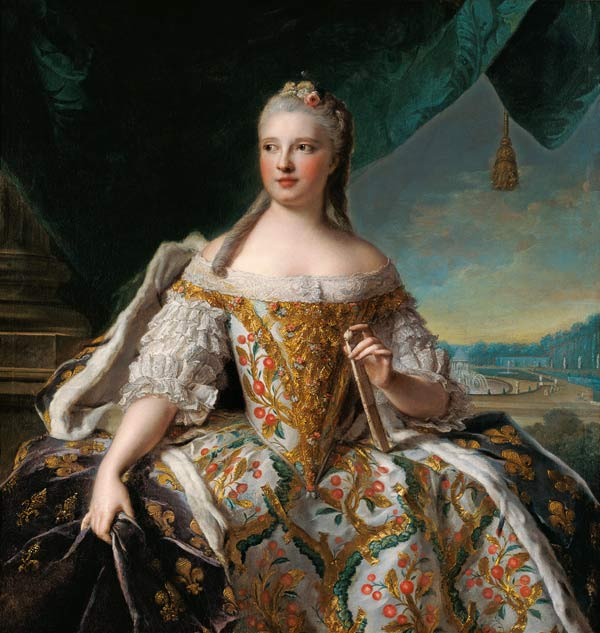
Maria Josepha khi là Trữ phi nước Pháp.

Khi mới 15 tuổi, Maria Josepha kết hôn với Trữ quân Louis Ferdinand của Pháp và trở thành Trữ phi nước Pháp.
Maria Josepha đã trở thành Trữ phi nhờ sự tác động của chú mình, Moritz của Ba Lan, người chiến thắng trận Fontenoy và đã quy phục Madame de Pompadour, nhân tình của Louis XV của Pháp. Thái tử phi vô cùng yêu quý cha mẹ và đại gia đình của mình.
Maria Josepha đã mời người anh yêu quý là Franz Xaver của Ba Lan đến cung Versailles, hy vọng sẽ giúp anh trai có cơ hội trở thành Quốc vương Ba Lan sau khi cha qua đời. Thái tử phi định sắp xếp cho anh trai kết hôn với vương nữ Adélaïde của Pháp, con gái thứ tư của Louis XV. Tuy nhiên, Franz Xaver, con trai thứ của Quốc vương Ba Lan (vì người anh trưởng bị tật nguyền) lại không được coi là xứng đáng với một Vương nữ Pháp, và Xaver sẽ không bao giờ lên ngôi làm Quốc vương Ba Lan. Tuy vậy, Franz Xaver vẫn hưởng được sự hậu thuẫn từ em gái. Franz Xaver sau này trở thành một nhiếp chính vương tài ba từ năm 1763 đến 1768, thay mặt cho cháu trai của họ là Friedrich August III xứ Sachsen (sau là Quốc vương Friedrich August I của Sachsen). Dù vậy, Maria Josepha, với những lời khuyên không ngừng nghỉ, đã khiến mối quan hệ giữa Trữ phi và anh trai trở nên căng thẳng, và họ đã xa cách một thời gian dài, điều này khiến Thái tử phi vô cùng đau khổ.

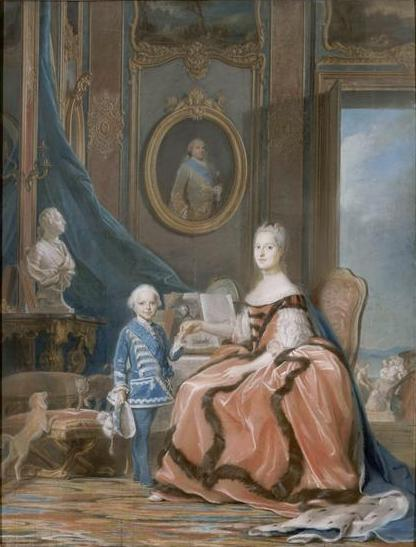
Maria Josepha và con trai bà, Công tước xứ Burgundy trong căn hộ của bà tại Versailles.

Maria Josepha đã phải chịu đựng nỗi đau lớn từ cuộc Chiến tranh Bảy năm. Sachsen lúc này bị quân đội của Friedrich II của Phổ xâm lược, gây ra nhiều tổn thất cho vương thất, mà nỗi đau này đã giết chết mẹ của Trữ phi, Maria Josepha Benedikta của Áo. Cùng lúc đó, Vương hậu Tây Ban Nha, chị của Maria Josepha, qua đời khi sinh hạ đứa con thứ mười bốn. 
Gia đình của Maria Josepha cũng bị ảnh hưởng nghiêm trọng bởi cái chết của người con trai trưởng, Louis Joseph, Công tước xứ Bourgogne, một đứa trẻ tài giỏi, đã qua đời ở tuổi 9 vào năm 1761.

### Qua đời
Sau khi chồng qua đời năm 1765, Maria Josepha chìm trong đau khổ và trầm cảm kéo dài. Trữ phi ít khi ăn uống, treo đầy tranh chân dung chồng trong phòng để gợi lại kỷ niệm. Henriette Campan từng nói rằng nỗi buồn của Maria Josepha còn đến từ việc mất cơ hội trở thành vương hậu Pháp.
Louis XV đã chuyển Maria Josepha đến căn phòng cũ của Madame de Pompadour để giúp con dâu bớt đau thương. Trong thời gian này, nhà vua quan tâm đến con dâu nhiều hơn, và bàn với Maria Josepha về việc cưới vợ cho con trai Louis Auguste, Trữ quân nước Pháp. Tuy nhiên, Maria Josepha phản đối việc cưới con gái của Maria Theresia của Áo, người khiến mẹ của mình bị mất quyền thừa kế.
Sức khỏe của Maria Josepha sa sút trầm trọng, Maria Josepha qua đời ngày 13 tháng 3 năm 1767 vì bệnh lao. Maria Josepha được chôn cất tại nhà thờ lớn Saint-Étienne ở Sens. Ba năm sau, con trai của Maria Josepha cưới Maria Antonia của Áo.

## Con cái
Với mong muốn gần gũi quan hệ với Vương thất Ba Lan và triều đình Pháp thông qua cuộc hôn nhân giữa Maria Josepha và Louis, con trai vua Louis XV, vào ngày 10 tháng 1 năm 1747. Hôn lễ diễn ra theo kiểu ủy nhiệm tại Dresden và chính thức tại Cung điện Versailles vào ngày 9 tháng 2 năm 1747. 
Họ có tất cả mười ba người con:
- Con trai chết non * (30 tháng 1 năm 1748)
- Con trai chết non * (10 tháng 5 năm 1749)
- Marie Zéphyrine của Pháp (26 tháng 8 năm 1750 - 1 tháng 9 năm 1755), qua đời khi 5 tuổi.[6]
- Louis Joseph Xavier của Pháp, Công tước xứ Bourgogne (13 tháng 9 năm 1751 - 22 tháng 3 năm 1761), qua đời khi chưa đầy 10 tuổi.
- Con gái chết non * (9 tháng 3 năm 1752)
- Xavier của Pháp, Công tước xứ Aquitaine (8 tháng 9 năm 1753 - 22 tháng 2 năm 1754), qua đời khi chưa đầy 1 tuổi.
- Louis XVI của Pháp (23 tháng 8 năm 1754 - 21 tháng 1 năm 1793).
- Louis XVIII của Pháp (17 tháng 11 năm 1755 - 16 tháng 9 năm 1824).
- Con trai chết non * (năm 1756)
- Charles X của Pháp (9 tháng 10 năm 1757 - 6 tháng 11 năm 1836).
- Marie Clotilde của Pháp (23 tháng 9 năm 1759 - 7 tháng 3 năm 1802).
- Con trai chết non * (năm 1762)
- Élisabeth Philippe của Pháp (3 tháng 5 năm 1764 - 10 tháng 5 năm 1794).